# Friedrich Dotzauer
Justus Johann Friedrich Dotzauer (Haeselrieth, 20 de gener de 1783 – Dresden 6 de maig 1860) va ser un violoncel·lista i compositor alemany.

## Vida
De petit, el seu pare dirigia la part musical de l'església, i ell aprengué a tocar diversos instruments, com el piano, el contrabaix, el violí, el clarinet i la trompa. L'organista de l'església li va ensenyar la teoria de la música.
Com a trompetista de la cort, va rebre classes de violoncel, instrument que va escollir per seguir formant-se. Va anar passant per diferents professors fins a acabar a l'Orquestra Gewandhaus de Leipzig, on va tenir entre altres alumnes el després serien grans violoncel·listes Friedrich Grützmacher, i Carl Schuberth, i després a l'Orquestra de Dresden, on estigué fins a la seva jubilació el 1850 als 67 anys, deu abans de morir.

## Obra
Dotzauer va escriure diverses simfonies, concerts, òperes, obres de cambra i sonates, però l'obra més reconeguda i famosa fou la Violoncellschule, 4 volums de 113 exercicis i capricis per a violoncel no acompanyats.